# Clube do Comércio de Porto Alegre
O Clube do Comércio de Porto Alegre é um clube social da cidade brasileira de Porto Alegre. Fundado em 1896, é um dos clubes mais tradicionais da cidade. Sua sede foi tombada pela Prefeitura e está localizada na Rua dos Andradas, 1058, em frente à Praça da Alfândega, no Centro Histórico.

## Histórico
O Clube do Comércio foi fundado em 7 de junho de 1896, por iniciativa de 52 comerciantes, a maioria de origem alemã e com formação na Alemanha. No momento de sua fundação o Clube incorporou o antigo e sofisticado Clube Comercial. A ata da sessão preparatória para a fundação foi assinada por Emílio da Silva Tavares, então presidente do Clube Comercial. Seu primeiro presidente foi Vítor Barreto de Oliveira, e a primeira sede estava situada na Rua Sete de Setembro, onde hoje se ergue o Santander Cultural. Em 1 de maio de 1902 em sua sede foi instalada a Academia Rio-Grandense de Letras.
Desde o início o clube se tornou a passarela da alta sociedade local. O jornalista Carlos Augusto de Bissón o descreveu como "tradicionalíssimo" e "a mais prestigiada sociedade de Porto Alegre". Era também um dos mais importantes pontos de encontro de influentes políticos e comerciantes e outras personalidades, e sede de grandes bailes e banquetes. Em seus salões, finamente decorados com pinturas e douramentos, eram realizados saraus literários, concertos e exposições de arte. Um artigo na revista Máscara de 1919 descreve o grande Baile da Paz:

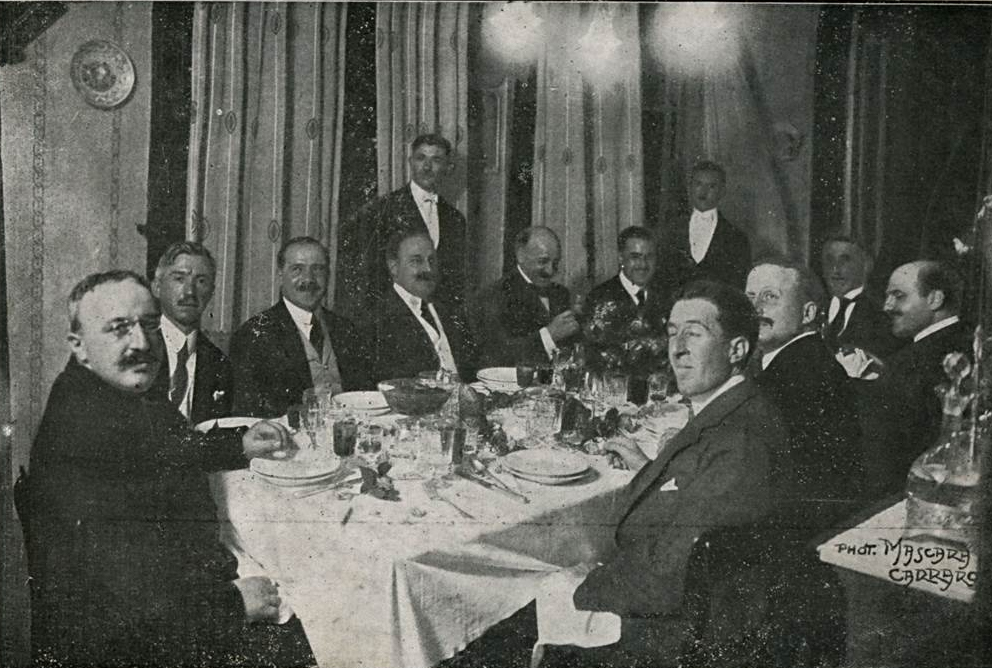
Banquete em homenagem à Embaixada Italiana, 1918

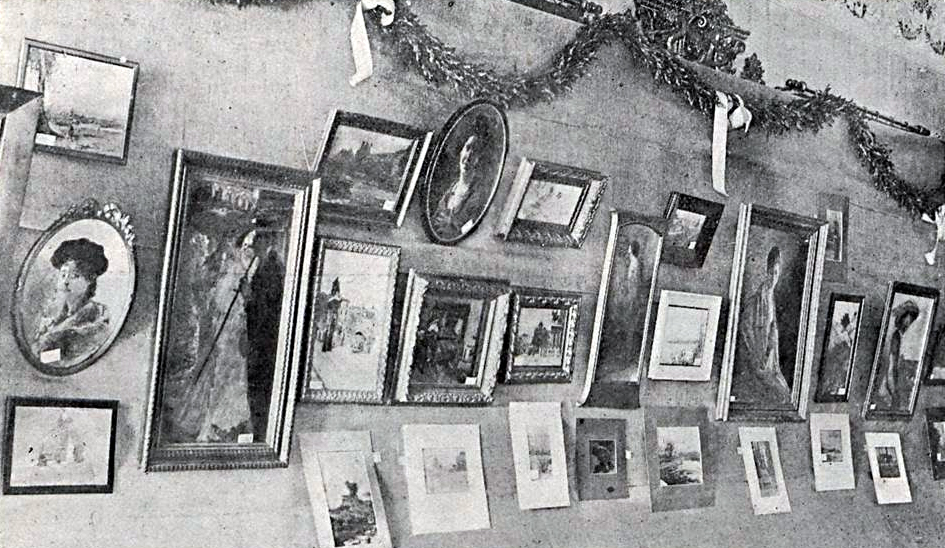
Exposição de Eugênio Latour em 1919

"À porta do Clube, uma multidão estacionara, formando alas para a passagem dos automóveis de luxo, de que desembarcavam senhoras, senhoritas e cavalheiros elegantíssimos. A frente do Clube, iluminada com raro gosto, apresentava símbolos feéricos que se apagavam e reacendiam, em cores variadas, como batidos por uma rajada de vento. [...] Findo o concerto, as salas começaram a encher-se de criaturas lindas e elegantíssimas, senhoras e cavalheiros de linha irrepreensível. As figuras mais representativas da nossa aristocracia estavam presentes, ostentando um luxo estonteante, com os brilhos das joias, as nudezes discretas dos decotes e o magnetismo da galanteria".
Em 7 de novembro de 1930 em seu recinto foi fundado o Centro da Indústria Fabril do Rio Grande do Sul, antecessor da FIERGS. A construção do prédio do antigo Banco da Província, o atual Santander Cultural, obrigou os associados a procurarem novo local para uma sede própria. O novo edifício, na Rua dos Andradas (em frente à Praça da Alfândega), no coração da cidade, superou em altura todos os outros prédios de Porto Alegre. Na imprensa era dito que o monumento seria o espelho fiel da opulência, da grandiosidade, da evolução social e do progresso da capital do estado, e que embora a sede antiga fosse confortável, já não comportava a crescente expansão do quadro de sócios, e nem refletia os novos conceitos de modernidade. Em 19 de abril de 1937 foi contratada a execução com a empresa Dahne, Conceição e Cia., e a pedra fundamental foi lançada em 23 de junho de 1938, sendo concluído e inaugurado com grandes festas em 16 de dezembro de 1940. O prédio, em estilo eclético, com forte predomínio da art déco, foi erguido com requintes de decoração e era chamado de Palácio Rosado. O Clube do Comércio era o local preferido pela Revista do Globo para mostrar a sociabilidade da burguesia porto-alegrense. As reportagens da Revista do Globo sobre os bailes do Clube do Comércio falavam sobre o desfile da alta sociedade.
Em 1943 foi adquirida uma sede de esporte e lazer com a incorporação do Clube Excursionista e Esportivo, e no mesmo ano foi realizado na sede social, no Salão Rosado, o primeiro baile de debutantes do estado, intitulado Baile do Perfume, lançando uma moda que atrairia as donzelas da alta sociedade, e que perdura até hoje em outros clubes da cidade e do estado. Uma pequena multidão costumava se acotovelar diante da entrada para ver as debutantes chegarem. Entre as décadas de 1940 e 1950 o clube praticamente monopolizou a vida social da elite porto-alegrense.
Uma programação artística e cultural continuava sendo desenvolvida, incluindo exposições de arte e antiguidades, além de eventos beneficentes. Destacados poetas, cronistas e romancistas tinham nos salões seu ponto de encontro. Em 1955 em um dos seus salões ocorreu a primeira demonstração pública de televisão na cidade. A partir da década de 1960 começaram a ser realizados shows com astros da música popular brasileira como Elis Regina, Vinícius de Moraes, Toquinho, Wanderléia e Erasmo Carlos, sempre com sucesso de público, bem como se realizavam festividades em homenagem a importantes personalidades. Nos salões também se reuniam políticos influentes, e muitos presidentes da República por ali passaram. Entre as décadas de 1970 e 1980 manteve uma das principais galerias de arte da cidade, dirigida por Fábio Coutinho.
Atualmente a sede social conta com uma estrutura completa para realização de eventos de variada natureza, com garagem própria, diversos salões, biblioteca, restaurante e salas de jogos e de estar. A sede esportiva, localizada na Avenida Bastian, 178, conta com infra-estrutura de esportes e lazer, com quatro canchas de tênis externas e duas cobertas, duas piscinas infantis, uma piscina semi-olímpica, uma quadra de futsal, salão de beleza, academia de ginástica, sauna, restaurante, churrasqueiras e sistema de TV a cabo. Além dos equipamentos o clube mantém uma Escola de Tênis, um Escola de Futsal, e aulas de natação, hidroginástica, musculação, ginástica, yoga, samba e capoeira.

## O prédio histórico

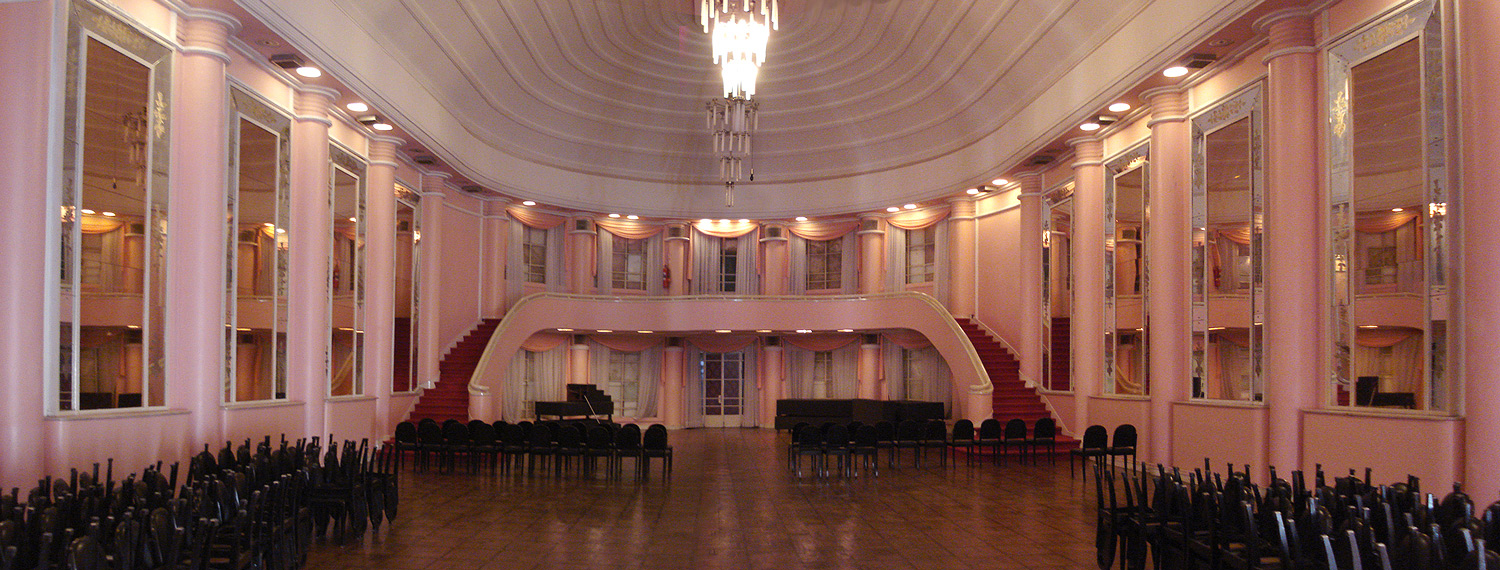
O Salão de Bailes.

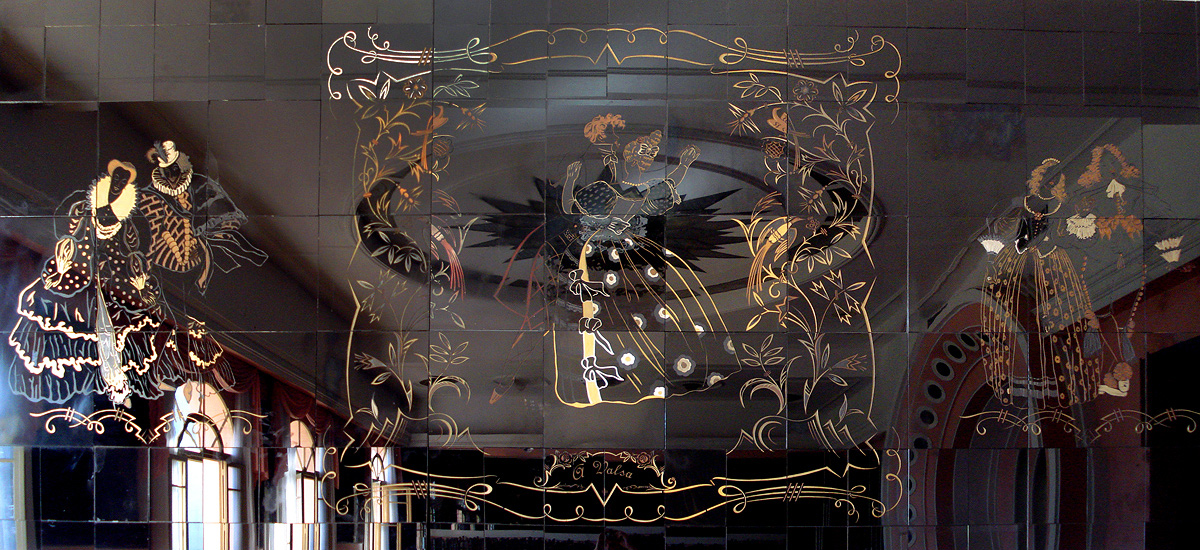
Painel de cristal negro, mostrando aristocratas dançando, no Salão dos Cristais.

A sede social na Rua dos Andradas é um importante prédio histórico de Porto Alegre, sendo um dos mais ricos e bem preservados exemplares em estilo art déco da cidade, contando com alguns elementos neoclássicos. A construção consiste de 13 pavimentos revestidos externamente em sirex rosa, sendo que apenas os primeiros quatro são usados pelo clube. O térreo é ocupado por pequenos estabelecimentos comerciais cobertos por uma marquise lisa, ladeando um portal em arco redondo com duas colunas coríntias de granito e uma porta em ferro trabalhado. No pavimento acima existem duas séries de pequenas janelas, sendo que as inferiores têm gradeados ornamentais e as superiores são de caixilhos em madeira.
Acima se ergue um pórtico com um par de grandes colunas coríntias que atravessam dois pavimentos, emoldurando dois grupos de janelas, as inferiores retangulares e as superiores em arco, com duas janelas superpostas similares de cada lado do pórtico. A seguir vem uma grande cornija decorada com pequenas mísulas, e então por seis pavimentos acima o esquema é de um bloco central com duas janelas duplas e uma abertura também dupla de cada lado em um bloco mais estreito, sendo que estas são portas que se abrem para sacadas com parapeito de balaustrada cega.
O bloco derradeiro consiste de dois pavimentos, com janelas duplas aos lados e dois grupos de janelas duplas no bloco central, com as superiores em arco, entre pilastras coríntias em destaque. Por fim, uma cornija lisa arremata o conjunto. Os interiores são ricos em decoração, destacando-se os seguintes espaços:
Vestíbulo, com um longo corredor com piso de mármore e lustres déco, conduzindo ao saguão principal, com uma escadaria à esquerda em mármore branco e preto com grandes vitrais na parede, um piso em desenho geométrico, um balcão de recepção e os elevadores, emoldurados em uma caixa de mármore preto.
Primeiro pavimento, com um saguão com piso de parquet decorado e móveis de couro dos anos 1940; a antiga Sala dos Bilhares Franceses, atualmente ocupada pelo Salão de Exposições, e a Sala da Diretoria, com mobiliário do século XIX.
Segundo pavimento, onde a Sala de Leitura e a Biblioteca possuem móveis Art déco, obras de arte e piso em mosaico de madeira. O Jardim de Inverno tem piso em ladrilhos hidráulicos.
Terceiro pavimento, com destaque para o antigo Dancing, chamado hoje de Salão dos Cristais, com uma interessante série de painéis em cristal negro gravado a ouro, importados da Europa, com cenas de aristocratas dançando, uma grande porta sob uma moldura circular e um forro com relevo estrelado, e o Salão de Bailes, com um forro em forma de cúpula elipsoidal nervurada, grandes lustres antigos, luminárias embutidas, espelhos nas paredes e um mezzanino, além de recantos semicirculares e uma chapelaria.
O imóvel é tombado pela Prefeitura desde 1996. Um programa de restauro foi iniciado em 2002, com recursos do Programa Monumenta, e concluído em 2008.